# Langues des Grassfields
 (décembre 2023).
Si vous disposez d'ouvrages ou d'articles de référence ou si vous connaissez des sites web de qualité traitant du thème abordé ici, merci de compléter l'article en donnant les références utiles à sa vérifiabilité et en les liant à la section « Notes et références ».

Carte des langues des Hauts plateaux.

Les langues des Grassfields (ou langues des hauts plateaux du Cameroun) constituent un sous-ensemble de langues bantoïdes parlées dans les Grassfields au Cameroun.

## Liste
- langues des Grassfields (sens étroit)
  - langues de la Ring Road (en)
    - babungo
    - kenswei nsei
    - kuk
    - kung
    - laimbue
    - mmen
    - weh
    - wushi
    - zhoa

  - langues des Grassfields de l’Est (en) (Mbam–Nkam)
    - langues nkambe
      - mbo'

    - mbam-nkam
      - langues ngemba (en)
        - awing
        - bafut
        - bambili-bambui
        - beba
        - mankon
        - mendankwe-nkwen
        - mundum
        - pinyin

      - langues bamiléké
      - langues Noun

    - ndaktup

  - langues des Grassfields du Sud-Ouest (en) (momo de l’Ouest)
    - busam
    - menka-atong
    - amasi-manta
    - balo
    - osatu

  - langues momo (en)
    - metaʼ-moghamo-ngamambo
    - mundani
    - ngie (mengum)
    - ngoshie
    - ngwo (basa, konda)
    - njen